# Kreis Riesa
| Basisdaten                        | Basisdaten                                                 |
| --------------------------------- | ---------------------------------------------------------- |
| Bezirk der DDR                    | Dresden                                                    |
| Kreisstadt                        | Riesa                                                      |
| Fläche                            | 369 km² (1989)                                             |
| Einwohner                         | 96.431 (1989)                                              |
| Bevölkerungsdichte                | 261 Einwohner/km² (1989)                                   |
| Kfz-Kennzeichen                   | R und Y (1953–1990) RV, RW, YV (1974–1990) RIE (1991–1994) |
|                                   |                                                            |
| Der Kreis Riesa im Bezirk Dresden |                                                            |

Der Kreis Riesa war ein Landkreis im Bezirk Dresden der DDR. Von 1990 bis 1994 bestand er als Landkreis Riesa im Freistaat Sachsen fort. Sein Gebiet liegt heute im Landkreis Meißen. Der Sitz der Kreisverwaltung befand sich in Riesa.

## Geografie

### Lage
Beiderseits der Elbe lag im Nordwesten des Bezirks Dresden der Landkreis Riesa.

### Nachbarkreise
Der Kreis Riesa grenzte im Uhrzeigersinn im Norden beginnend an die Kreise Bad Liebenwerda, Großenhain, Meißen, Döbeln und Oschatz.

### Naturraum
Das Kreisgebiet lag im Übergangsbereich vom Sächsischen Hügelland zum Nordsächsischen Heideland. Das Elbtal teilte den Raum in die westlichen Landschaften des Oschatzer Hügellandes und der Dahlener Heide sowie die östlichen Gebiete der Großenhainer Pflege und der Annaburger Heide. Nördlich von Riesa verließ die Elbe das Sächsische Hügelland, sie floss nun in der südlichen Elbaue von Schutzdeichen begleitet in einer Talaue. An der Kreisgrenze lag der tiefste Punkt (91 m) im Kreis. Das Sächsische Hügelland war hier als flachwellige Landschaft in 100 bis 150 m Höhe ausgebildet. Die durch breite Täler (Döllnitz, Jahna) gegliederte Oschatzer Pflege wie auch die Platten der Großenhainer Pflege waren von lehmigen Sanden im Norden und sandigem Löß, der nach Süden in Lößboden überging, bedeckt. Der höchste Punkt des Kreises lag südlich von Staucha (Hutberg 219 m). Das sandige Heideland war in der Dahlener Heide hügelig ausgebildet. Dagegen war die Annaburger Heide ein Flachland mit Nadelwaldforsten (Gohrischheide). Bei Gröditz hatte der Landkreis Riesa Anteil an der breiten Niederung der Großen Röder. Die Röderaue bei Gröditz, das Jahnatal, das Elbtal nördlich Meißen und der Glaubitzer Wald waren Landschaftsschutzgebiete.

## Geschichte
Der Kreis Riesa entstand im Zuge der Kreisreformen in der DDR am 25. Juli 1952 aus dem westlichen Teil des alten Landkreises Großenhain und einigen Gemeinden der alten Landkreise Oschatz und Meißen. Der Kreis wurde dem neugebildeten Bezirk Dresden zugeordnet, Kreisstadt wurde Riesa.
Folgende 57 Gemeinden bildeten den neuen Kreis Riesa:
- 41 Gemeinden aus dem Landkreis Großenhain:

Bobersen, Colmnitz, Diesbar-Seußlitz, Forberge, Frauenhain, Glaubitz, Goltzscha, Görzig, Grödel, Gröditz, Heyda, Jahnishausen, Kleintrebnitz, Koselitz, Leckwitz, Leutewitz, Lichtensee, Mehltheuer, Mergendorf, Merschwitz, Moritz, Nauwalde, Neudorf, Neuseußlitz, Nickritz, Nieska, Nünchritz, Peritz, Pochra, Prausitz, Pulsen, Radewitz, Riesa, Röderau, Schweinfurth, Spansberg, Streumen, Weißig b. Großenhain, Wülknitz, Zeithain und Zschaiten.
- 2 Gemeinden aus dem Landkreis Meißen:

Bahra und Boritz.
- 14 Gemeinden aus dem Landkreis Oschatz:

Bloßwitz, Canitz, Gohlis, Großrügeln, Jacobsthal, Kreinitz, Lorenzkirch, Mautitz, Oppitzsch, Plotitz, Seerhausen, Stauchitz, Strehla und Unterreußen.
Durch Gemeindegebietsveränderungen und Umgliederungen über Kreisgrenzen sank die Zahl der Gemeinden bis zur Auflösung des Kreises (Ende Juli 1994) auf 18:
- 4. Dezember 1952 Umgliederung von Paußnitz aus dem Kreis Oschatz in den Kreis Riesa
- 4. Dezember 1952 Umgliederung von Prösen aus dem Kreis Bad Liebenwerda im Bezirk Cottbus in den Kreis Riesa
- 4. Dezember 1952 Umgliederung von Staucha aus dem Kreis Meißen in den Kreis Riesa
- 4. Dezember 1952 Umgliederung von Görzig aus dem Kreis Riesa in den Kreis Großenhain
- 1. Januar 1957 Eingliederung von Kleintrebnitz in Jacobsthal
- 1. Januar 1957 Eingliederung von Großrügeln in die Stadt Strehla
- 1. September 1961 Eingliederung von Forberge und Unterreußen in Oppitzsch
- 1. September 1961 Eingliederung von Mergendorf in die Stadt Riesa
- 1. Juni 1962 Eingliederung von Pochra in Canitz
- 1. April 1970 Eingliederung von Moritz in Röderau
- 1. April 1970 Eingliederung von Neudorf in Zeithain
- 1. Juli 1973 Eingliederung von Neuseußlitz in Diesbar-Seußlitz
- 1. Juli 1973 Eingliederung von Radewitz in Glaubitz
- 1. Juli 1973 Eingliederung von Grödel und Zschaiten in Nünchritz
- 1. September 1973 Eingliederung von Oppitzsch in die Stadt Strehla
- 1. Januar 1974 Eingliederung von Leckwitz in Merschwitz
- 1. Januar 1974 Eingliederung von Schweinfurth in Nauwalde
- 1. Januar 1974 Eingliederung von Canitz in die Stadt Riesa
- 1. Januar 1994 Eingliederung von Goltzscha und Merschwitz in Diesbar-Seußlitz
- 1. Januar 1994 Eingliederung von Prausitz in Mehltheuer
- 1. Januar 1994 Eingliederung von Nieska und Spansberg in Nauwalde
- 1. Januar 1994 Eingliederung von Weißig in Nünchritz
- 1. Januar 1994 Eingliederung von Bloßwitz in Stauchitz
- 1. Januar 1994 Eingliederung von Paußnitz in die Stadt Strehla
- 1. Januar 1994 Eingliederung von Lichtensee, Peritz und Streumen in Wülknitz
- 1. Januar 1994 Eingliederung von Jacobsthal, Kreinitz und Lorenzkirch in Zeithain
- 1. Januar 1994 Zusammenschluss von Röderau und Bobersen zur Gemeinde Röderau-Bobersen
- 1. Januar 1994 Zusammenschluss von Raden (Kreis Großenhain), Frauenhain. Koselitz und Pulsen zur Gemeinde Röderaue
- 1. März 1994 Eingliederung von Heyda in Mehltheuer
- 1. März 1994 Eingliederung von Staucha in Plotitz
- 1. März 1994 Eingliederung von Jahnishausen, Mautitz und Nickritz in die Stadt Riesa
- 1. März 1994 Eingliederung von Colmnitz in Wildenhain
- 1. März 1994 Zusammenschluss von Bahra und Boritz zur Gemeinde Hirschstein

Nach Maßgabe der neuen Kommunalverfassung der DDR vom 17. Mai 1990 wurde noch vor der Wiedervereinigung der Kreis Riesa in Landkreis Riesa umbenannt. Nach den Vorschriften des Einigungsvertrages wurde diese Verfassung am 3. Oktober 1990 zu sächsischem Landesrecht.
Am 1. August 1994 entstand durch Zusammenlegung der Landkreise Riesa und Großenhain der Landkreis Riesa-Großenhain.

## Politik

### Wappen
Durch die Siegelordnung der DDR vom 28. Mai 1953 verloren alle regionalen Wappen ihre Bedeutung als Marke bzw. Siegel. Jedoch wurden die Wappen der Städte und Kreise weiterhin an Gebäuden oder in Publikationen verwendet, ohne eine amtliche Funktion zu erfüllen. Das in einigen Büchern verwendete Wappen des Kreises Riesa zeigt in Wirklichkeit das Wappen der Stadt Riesa. Amtlich war das Siegelwappen der DDR. Erst durch die Kommunalverfassung der DDR vom 17. Mai 1990 konnten Gemeinden und Kreise erstmals wieder ausdrücklich Wappen führen und als Siegel verwenden.

## Wirtschaft
Die Industrie beschränkte sich im Wesentlichen auf die beiden Städte Riesa (VEB Rohrkombinat Stahl- und Walzwerk sowie die VEBs Reifenwerk, Arzneimittelwerk Aropharm, Baumwollspinnerei, Robotron-Elektronik, Zündwarenwerk, Tischfabrik, Mühlenwerke, Getreidewirtschaft, Seifenwerk, Teigwarenfabrik) und Gröditz (Stahl- und Walzwerk, Zellstoffwerk). Von der Landwirtschaft wurden auf den Lößböden im Süden Weizen und Zuckerrüben, auf den lehmig-sandigen Böden im mittleren Kreisgebiet Roggen, Weizen, Kartoffeln und Futterpflanzen angebaut.

## Verkehr
Wichtigster Eisenbahnknoten im Kreis Riesa war der Bahnhof Riesa, in dem die Bahnstrecken Leipzig–Riesa–Dresden, Riesa–Karl-Marx-Stadt und Riesa–Nossen miteinander verknüpft waren. Östlich der Elbebrücke Riesa bestanden Verbindungen von der Bahnstrecke Leipzig–Dresden zu den Strecken Jüterbog–Röderau und Zeithain–Elsterwerda. Das östliche Kreisgebiet war zudem mit der Bahnstrecke Berlin–Dresden erschlossen. Während der Existenz des Kreises Riesa wurden alle vorgenannten Bahnstrecken regelmäßig sowohl im Personen- als auch im Güterverkehr bedient. 1987 wurde im Kreisgebiet zudem die Strategische Bahn Oschatz–Röderau in Betrieb genommen, wurde jedoch nie zum beabsichtigten Zweck genutzt.

## Bevölkerungsdaten der Städte und Gemeinden
Bevölkerungsübersicht aller 42 Gemeinden des Kreises, die 1990 in das wiedergegründete Land Sachsen kamen.
| AGS      | Gemeinde         | Einwohner  | Einwohner  | Fläche (ha) |
| AGS      | Gemeinde         | 03.10.1990 | 31.12.1990 | 31.12.1990  |
| 14047010 | Bahra            | 496        | 490        | 647         |
| 14047020 | Bloßwitz         | 682        | 680        | 545         |
| 14047030 | Bobersen         | 709        | 706        | 311         |
| 14047040 | Boritz           | 571        | 568        | 615         |
| 14047060 | Colmnitz         | 184        | 180        | 381         |
| 14047070 | Diesbar-Seußlitz | 787        | 789        | 675         |
| 14047080 | Frauenhain       | 1.326      | 1.334      | 1.571       |
| 14047090 | Glaubitz         | 2.073      | 2.063      | 1.397       |
| 14047100 | Gohlis           | 636        | 628        | 503         |
| 14047110 | Goltzscha        | 230        | 228        | 114         |
| 14047130 | Gröditz, Stadt   | 9.688      | 9.643      | 780         |
| 14047140 | Heyda            | 358        | 349        | 739         |
| 14047150 | Jacobsthal       | 326        | 328        | 1.561       |
| 14047160 | Jahnishausen     | 212        | 208        | 419         |
| 14047170 | Koselitz         | 542        | 535        | 575         |
| 14047180 | Kreinitz         | 552        | 549        | 677         |
| 14047200 | Leutewitz        | 247        | 244        | 406         |
| 14047210 | Lichtensee       | 687        | 688        | 973         |
| 14047220 | Lorenzkirch      | 374        | 369        | 940         |
| 14047230 | Mautitz          | 267        | 265        | 500         |
| 14047240 | Mehltheuer       | 386        | 376        | 471         |
| 14047250 | Merschwitz       | 1.124      | 1.123      | 818         |
| 14047270 | Nauwalde         | 626        | 623        | 959         |
| 14047300 | Nickritz         | 626        | 619        | 538         |
| 14047310 | Nieska           | 250        | 248        | 369         |
| 14047320 | Nünchritz        | 5.424      | 5.422      | 1.023       |
| 14047340 | Paußnitz         | 403        | 407        | 1.045       |
| 14047350 | Peritz           | 268        | 264        | 540         |
| 14047360 | Plotitz          | 446        | 442        | 501         |
| 14047370 | Prausitz         | 789        | 790        | 974         |
| 14047380 | Pulsen           | 1.848      | 1.818      | 345         |
| 14047400 | Riesa, Stadt     | 45.697     | 45.440     | 3.903       |
| 14047410 | Röderau          | 1.985      | 1.983      | 692         |
| 14047430 | Seerhausen       | 469        | 471        | 615         |
| 14047440 | Spansberg        | 370        | 370        | 708         |
| 14047450 | Staucha          | 805        | 794        | 1.391       |
| 14047460 | Stauchitz        | 1.256      | 1.257      | 253         |
| 14047470 | Strehla, Stadt   | 4.238      | 4.167      | 2.182       |
| 14047480 | Streumen         | 264        | 261        | 696         |
| 14047490 | Weißig           | 235        | 235        | 483         |
| 14047500 | Wülknitz         | 920        | 940        | 568         |
| 14047510 | Zeithain         | 3.939      | 3.833      | 3.466       |
| 14047000 | Landkreis Riesa  | 93.315     | 92.727     | 36.865      |

## Kfz-Kennzeichen
Den Kraftfahrzeugen (mit Ausnahme der Motorräder) und Anhängern wurden von etwa 1974 bis Ende 1990 dreibuchstabige Unterscheidungszeichen, die mit den Buchstabenpaaren RV, RW und YV begannen, zugewiesen. Die letzte für Motorräder genutzte Kennzeichenserie war YX 00-01 bis YX 30-00.
Anfang 1991 erhielt der Landkreis das Unterscheidungszeichen RIE. Es wurde bis zum 31. Juli 1994 ausgegeben. Seit dem 9. November 2012 ist es im Landkreis Meißen erhältlich.